# Liechtensteinische Staatsbürgerschaft

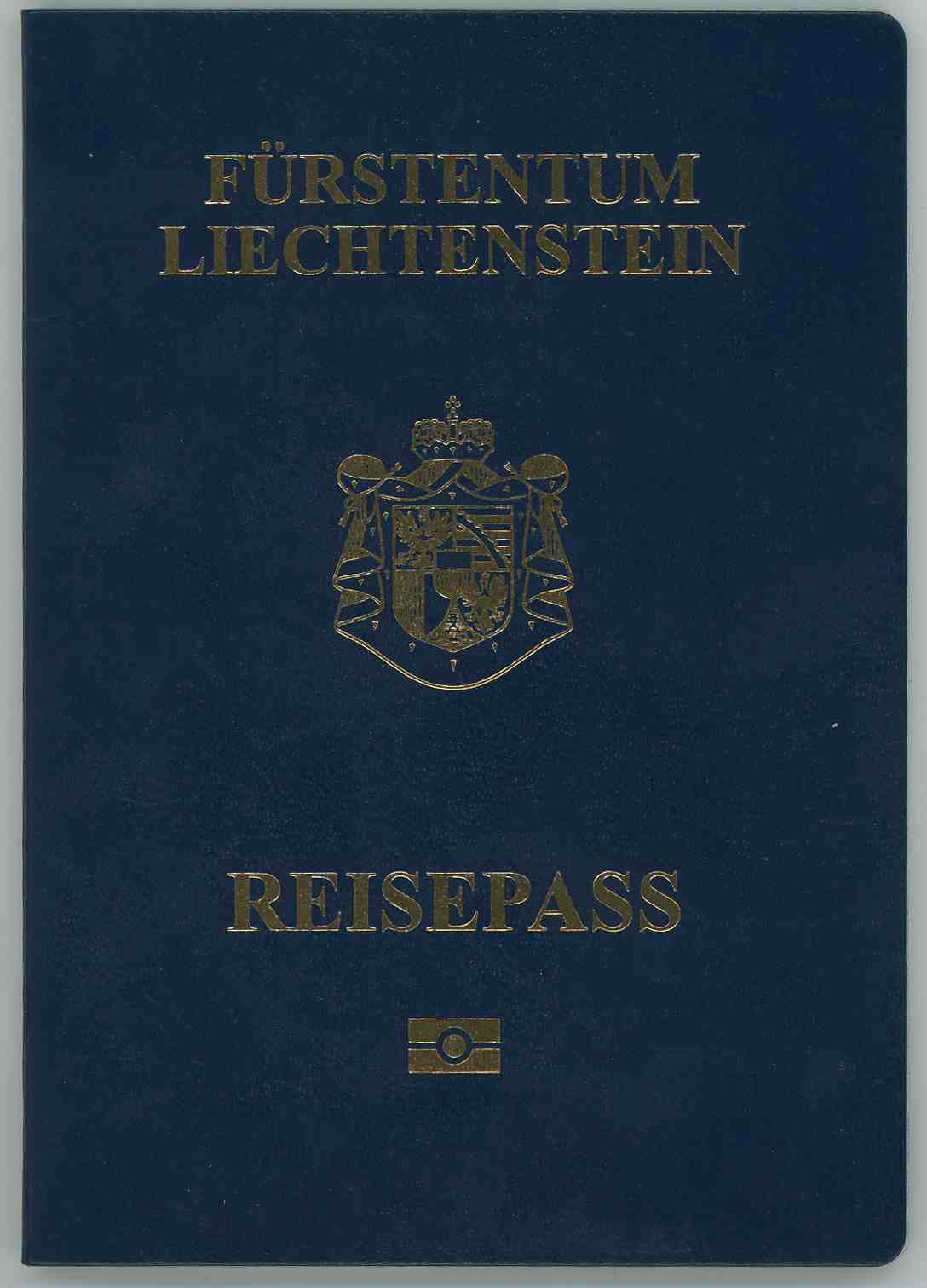
Reisepass des Fürstentums Liechtenstein

Der Besitz der liechtensteinischen Staatsbürgerschaft bestimmt die rechtliche Zugehörigkeit einer natürlichen Person zum Fürstentum Liechtenstein. Wie in den meisten anderen mitteleuropäischen Staaten basiert das Staatsbürgerrecht dieses Kleinstaats auf dem Prinzip des ius sanguinis, wird also normalerweise durch Abstammung erworben.
Die Staatsangehörigkeit des Landes ist bis heute immer mit dem Bürgerrecht einer Gemeinde («Heimatrecht») verbunden.

## Gesetze
Im 19. Jahrhundert war die erste relevante Vorschrift das Freizügigkeitsgesetz von 1810, das heißt die Bauernbefreiung, die aber nur die Bindung der Untertanen an das Territorium des Landesherrn aufhob, nicht die Frondienste und Abgaben. Zuvor waren die Bewohner als Untertanen an den (permanent abwesenden) Landesfürsten gebunden, nicht civis, im Sinne römischen Rechtsverständnisses.
Mit Annahme des österreichischen Allgemeinen bürgerlichen Gesetzbuchs 1812 wurden dessen Bestimmungen über die «Bürgeraufnahme» einschlägig. Dies sah, neben den heute noch möglichen Gründen, u. a. auch dann die Verleihung der Staatsbürgerschaft vor, wenn in den Staatsdienst eingetreten wurde oder für qualifizierte Handwerker – beides bis 1863. Ebenso wurde in eine Gemeinde eingebürgert, wer für diese in der, 1868 aufgelösten, liechtensteinischen Armee Dienst tat.
Es erging 1843 die Verordnung über den Erwerb der Staatsbürgerschaft, die bis zur Einführung der konstitutionellen Monarchie 1862 eben deshalb keine demokratischen Rechte für den Neubürger mit sich brachte.
Die Gemeindegesetze 1842 und 1864 regelten erstmals die lokalen Bürger- und Mitbestimmungsrechte der «Landesangehörigen». Das schon im 19. Jahrhundert durch Einkauf zu erwerbende Gemeindebürgerrecht war anfangs an gewisse Besitzerfordernisse, Altersvorschriften und das männliche Geschlecht gebunden. Weniger bemittelte Bewohner blieben Hintersassen mit eingeschränkten Rechten. Ein- und Rückgebürgerte wurden ab 1926 von der Nutzung von Gemeindeboden ausgeschlossen.
Auswirkungen hatten auch Regelungen im Staatsvertrag mit der Schweiz 1923 und die anzuwendenden schweizerischen Regelungen über die Fremdenpolizei ab 1941, die den Bürgern beider Länder Freizügigkeit brachten. Durch diese Vorschrift erhielt auch der Berner Bundesrat bis 1963 ein Vetorecht.
Hinzu kommt das Gesetz vom 28. März 1864 über die Erwerbung und den Verlust des liechtensteinischen Staatsbürgerrechts, in dem die Bestimmung enthalten ist, dass jeder Landesbürger ein Gemeindebürgerrecht besitzen muss. Über die Erteilung des zweiten, ohne die das erste nicht möglich ist, entscheiden die Gemeinden. Ein Grund für die bis in die 1970er-Jahre abschreckend hohen Gebühren der Gemeinden war deren Verpflichtung, ihren Vollbürgern Fürsorgeleistungen zur Verfügung stellen zu müssen, so dass man die Zahl der Anspruchsberechtigten mit Heimatrecht gering halten wollte. Nach der Novelle sanken die Gebühren; so verlangte die Gemeinde Triesen 3'000 Franken im Jahr 2019.
Negative Auswirkungen auf die Staatsangehörigkeit von Nachfahren konnte es haben, wenn ein im Ausland lebender Liechtensteiner die Bestimmungen über den Ehekonsens missachtete, oder Eingebürgerte die «Neubürgersteuer» nicht bezahlten und deshalb keine Papiere erhielten.
Die heute wichtigste Vorschrift ist das mehrfach geänderte Gesetz vom 4. Januar 1934 über den Erwerb und Verlust des Landesbürgerrechts, kurz «Bürgerrechtsgesetz». Seit dessen Erlass ist die zustimmende Mitwirkung des Landtages bei Einbürgerungen vorgeschrieben.
Ergänzt wurde es durch die Neuen Normen für die Einbürgerungen vom 31. Januar 1938.
Liberalere Regeln kamen in den 1970er-Jahren nicht zustande, da konservative Interessen eine «Überfremdung» beklagten. Tatsächlich lag der Ausländeranteil bei etwa einem Drittel, die meisten «Fremden» waren jedoch Schweizer, die die bis 1981 mögliche Freizügigkeit nutzten. Erst seit 2008 ist die Einbürgerung von langjährig im Lande lebenden ohne familiäre Bindungen einfacher möglich.
Das endgültige Recht der Verleihung des Staatsbürgerrechtes im ordentlichen Verfahren steht dem Fürsten (nach Zustimmung des Landtages und Mitwirkung der Gemeinden) zu.
Jeder volljährige Neubürger hat den Landesbürgereid zu leisten.

## Erwerb
Durch Geburt erwerben die Staatsangehörigkeit leibliche oder adoptierte Kinder einer liechtensteinischen Mutter bzw. eines liechtensteinischen Vaters.
Außereheliche Kinder Liechtensteiner Väter erhalten seit 1998 die Staatsangehörigkeit automatisch bei Geburt.
Seit 1971 gibt es die Möglichkeit der «erleichterten Rückbürgerung» für ehemalige Liechtensteiner. Seit 1974 können auch Frauen, die ihre Staatsangehörigkeit nach früher üblicher Gesetzeslage automatisch bei Heirat mit einem Ausländer verloren hatten auf Antrag wieder eingebürgert werden.
Ausländische, auch volljährige, Kinder einer liechtensteinischen Mutter haben seit 1997 ex lege einen Anspruch auf die Staatsbürgerschaft, ohne bestehende weitere aufgeben zu müssen. Die entsprechende Entscheidung des Staatsgerichtshof führte zu über 5500 Neubürgern in den beiden folgenden Jahren.
Im Lande gefundene Findelkinder unbekannter Herkunft werden ebenfalls Liechtensteiner.

## Einbürgerungsverfahren
In den wirtschaftlich schweren Jahren nach dem Ersten Weltkrieg bis Mitte der 1950er-Jahre waren erleichterte «Finanzeinbürgerungen» möglich. Anfangs nutzten diese Möglichkeit vor allem österreichische Adlige, staatenlos gewordene Osteuropäer sowie deutsche Industrielle aus Steuergründen. Deren Empfängern war es versagt, gewisse Berufe im Lande auszuüben. Sie mussten vor 1933 keinen Wohnsitz im Lande nachweisen, waren aber auch von der Freizügigkeit mit der Schweiz ausgeschlossen. Die Gebühren waren hoch und wurden im Laufe der 1930er-Jahre kräftig erhöht: 1934 war mit 15'000 bis 18'000 Schweizer Franken zu rechnen, 1939 kostete der Vorgang rund 42'000 Franken. 1937 machten die Einbürgerungstaxen 12,3 Prozent der Landeseinnahmen aus. Außerdem waren pro Fall bzw. Familie 30'000 Franken Kaution zu hinterlegen. Gebrauch von dieser Möglichkeit machten, verstärkt nach 1933, vor allem reiche deutsche Juden. Ihr Anteil stieg bis 1938 auf 80 Prozent.
Finanzeinbürgerungen wurden in ihrer reinen Form 1955 abgeschafft, es gab allerdings bis in die 1970er-Jahre Möglichkeiten des gemeindlichen «Bürgerrechtskauf» mit Wohnsitzerfordernis.
Seit 2008 werden von allen Antragstellern zur Einbürgerung neben immer schon geforderten gutem Leumund und Solvenz zusätzlich Staatskunde- und Deutschkenntnisse (B1) verlangt. Liechtensteiner dürfen weitere Staatsangehörigkeiten annehmen, wer jedoch eingebürgert werden will, hat seit 1920 zwingend auf weitere Staatsangehörigkeiten zu verzichten.
Es gibt zwei Arten des Erwerbs der liechtensteinischen Staatsbürgerschaft.
1. Durch Aufnahme («ordentliches Verfahren»): Hierbei entscheidet die jeweilige Gemeinde in einer politischen Entscheidung durch Abstimmung über die Verleihung des Gemeindebürgerrecht, dann muss der Landtag der Verleihung des Landesbürgerrecht zustimmen, die dann durch den Fürsten erfolgt. Der Antragsteller muss seit zehn Jahren seinen ordentlichen Wohnsitz in Liechtenstein haben.
2. Von Gesetzes wegen: Hierbei handelt es sich um einen Verwaltungsakt der Landesregierung das sogenannte «erleichterte Verfahren». Die Gemeinden haben hier zwar ein Anhörungsrecht, aber keine Entscheidungskompetenz. Es ist, gemäß den Regelungen von 2008, in folgenden Fällen anwendbar:

- Einen Rechtsanspruch auf Einbürgerung hat seit 2000, wer 30 Jahre, die letzten fünf Jahre davon dauerhaft, im Lande gelebt hat, wobei die bis zum 20. Lebensjahr hier verbrachten Jahre doppelt zählen.
- Seit 1934 erhielten weibliche Ehepartner bei einer Eheschließung das Gemeinde- und Landesbürgerrecht automatisch. Mit Einführung der Gleichberechtigung und des Frauenwahlrechts 1984 erfolgte eine Verschärfung dahingehend, dass mindestens drei Jahre Ehe und zwölf Jahre Wohnsitz erforderlich waren, wobei die Ehezeit doppelt zählte. Dies wurde 2008 auf zehn Jahre Wohnsitz geändert, so dass frühestens fünf Jahre nach Eheschliessung, oder, neu seit 2008, Eintragung einer Zivilpartnerschaft mit einem liechtensteinischen Bürger, die Einbürgerung möglich wird.
- Im Lande fünf Jahre wohnende und von Geburt an Staatenlose können seit 2008 im erleichterten Verfahren bis zum 21. Lebensjahr eingebürgert werden.

Bei Aufnahme des Bewerbers in das Landes- und Gemeindebürgerrecht erwerben auch seine minderjährigen ehelichen Kinder sowie Ehepartner das Landes- und ggf. Gemeindebürgerrecht.

### Ehrenbürgerrecht
Eingeführt wurde es 1864 primär für als Beamte tätige Ausländer, um diesen das aktive und passive Wahlrecht zum Landtag zu gestatten. Die Verleihung erfolgte auf Antrag des Landtagspräsidenten durch dieses Organ.
Seit 1934 wird das Landesehrenbürgerrecht, in der Regel ohne Gemeindebürgerrecht, vom Fürsten auf Vorschlag der Regierung an besonders verdiente Personen verliehen, oder um die wirtschaftlichen oder kulturellen Interessen des Ländchens zu fördern. Diese Art Einbürgerung verleiht volle politische Rechte, erstreckt sich aber nicht auf Angehörige.

## Verlust
Die liechtensteinische Staatsangehörigkeit wird nach moderner Praxis verloren bei:
- Aberkennung, wenn dadurch keine Staatenlosigkeit eintritt.
- Adoption eines Minderjährigen durch Ausländer.
- Verzicht, wenn dadurch keine Staatenlosigkeit eintritt. Dieser gilt ggf. auch für minderjährige Kinder.
- Ungültigerklärung oder Scheidung der Ehe bzw. Zivilpartnerschaft, wenn der vormalige Ausländer aufgrund dessen Liechtensteiner geworden war.

Das Gesetz von 1843 sah den Verlust auch dann vor, wenn unbefugte Auswanderung vorlag, was bei fünf Handlungen automatisch angenommen wurde:
- Einbürgerung oder Annahme einer Beamtenstelle im Ausland.
- Eintritt in ein religiöses Institut (Kloster), das zwingend einen Aufenthalt im Ausland vorschreibt.
- Für Frauen Eheschließung mit einem Ausländer (Witwen konnten die Rückbürgerung verlangen).
- Nichtbefolgen des Einberufungsbefehls zum Heer.
- m. E. fünfjähriger Auslandsaufenthalt.

Der Verlust erstreckte sich nicht auf Kinder. Außerdem konnten diejenigen Personen, die vor Inkrafttreten durch zehnjährige Anwesenheit automatisch die Staatsangehörigkeit erhalten hatten, diese wieder ablegen.
Ab 1863 galt als Verlustgrund die Nichterneuerung des «Heimatscheins» für mehr als 30 Jahre oder Verzicht, bzw., wenn dadurch keine Staatenlosigkeit eintrat und alle inländischen Gläubiger befriedigt waren, weiterhin für Frauen die Ausländerheirat.

### Statistik
Die nachfolgenden Angaben sind im Lichte der Wohnbevölkerung zu sehen (Jahr: gesamt/Ausländer): 1812: 5797/?; 1861: 7394/334 (kaum verändert bis 1900); 1911: 8693/1350; 1930: 9948/1691; 1970: 21350/7046; 1990: 29032/10909.

Zwischen 1809 und 1864 wurden 56 Ausländer (ggf. mit Familien) eingebürgert. Darunter waren 21 Beamte in Vaduz. Insgesamt erhielten vierzehn volle Gemeinderechte, der Rest waren Hintersassen mit geringerem Anrecht auf Gemeindevermögen und Armenfürsorge. Die geringe Zahl erklärt sich aus den hohen Einkaufsgebühren der Gemeinden.
In den folgenden 55 Jahren gab es nur dreißig eigenständige Einbürgerungen. Bis 1918 war die deutlich größere Gruppe die der einheiratenden Frauen. Jene stammten fast alle aus Vorarlberg und Tirol oder den katholischen Gemeinden der Ostschweiz.
Von den Finanzeinbürgerungen 1920–55 gab es im ersten Jahrzehnt 65 Fälle, die mit Familien 165 Personen umfassten. Belegt sind 1930–45 394 Finanzeinbürgerungen, für den Gesamtzeitraum 594. Auf die letzten fünf Jahre entfielen nur vierzehn Fälle mit siebzehn Personen.
Von der gebührenfreien Rückbürgerungsmöglichkeit machten in den ersten zehn Jahren 434 Liechtensteinerinnen Gebrauch. Ausländische Kinder solcher wurden 1987 bis 1995 in 780 Fällen eingebürgert. Die Einführung der Gleichberechtigung von Mann und Frau 1996 führte dazu, dass in den ersten drei Jahren 210 Männer (hier bestand Nachholbedarf) aber nur 71 Frauen eingebürgert wurden.
Die Einbürgerung durch Abstimmung ist seit 1990 stark rückläufig. In neuerer Zeit finden oft nur zwei bis acht Prozent der Einbürgerungen „durch Aufnahme“ statt. Das waren in den Jahren 2005 bis 2013 nie mehr als zwölf.
Zwischen 1971 und 2017 erwarben 13'524 Personen das Landesbürgerrecht, was fast einem Drittel der heutigen Wohnbevölkerung entspricht. Im Jahre 2010 erfolgten 64 Prozent der Einbürgerungen gemäß der 30-Jahres-Regel.

### Archivalien
Unterlagen über Einbürgerungen und zugehörige Korrespondenz des Landvogtes bzw. -verwesers befinden sich archiviert, wie alle weitere Akten vor 1954, in den fürstliche Sammlungen in Wien.